# 科學共識
科學共識（英文: Scientific consensus）是某個學科領域的科學家群體共同作出的判斷、立場及意見。科學共識意味著對某些看法普遍的認同，但不一定是毫無異議的。
科學共識通常是透過學術會議、出版學術著作和同行評審所達致。其他研究人員成功重現該現象亦有助於建立共識。正因為如此，內行人往往容易察覺這種共識的存在，但是卻難於向圈外人士解釋。對於外行人來說，達致共識的過程也許更像一場競賽。在某些情境，科學機構會發出“立場聲明”以作為向圈外人士交代共識的精髓。
科學共識可以是受到流行的辯論或政治議題所顯明，尤其是當普羅大眾認為議題富爭議性，但在相關學術群體中卻不具異議的情況下。常見的例子有演化論、人類活動造成全球暖化、耶稣的历史性和MMR疫苗不會導致自閉症等“爭議”。科學共識也常被後來的研究和觀察所推翻，例如地心說、热质说、採用胰島素休克療法治療精神分裂症病人、以及把同性戀視作精神疾病。